# Fritz Steigerwald
Fritz Steigerwald (* 5. November 1937 in Würzburg; † 26. Juni 2011 in Bad Neustadt an der Saale) war ein deutscher Politiker (CSU). Nach Ablegen des Abiturs und einem Jurastudium absolvierte er seinen Berufseinstieg in Burglengenfeld. Von 1976 bis 2003 war er Landrat des Landkreises Rhön-Grabfeld.
Anlässlich der visafreien Einreise für BRD-Bürger ab dem 24. Dezember 1989 in die DDR überschritt Landrat Fritz Steigerwald gemeinsam mit dem Mellrichstädter Bürgermeister Oskar Herbig und dem Meininger Bürgermeister Kurt Wiebel am 24. Dezember 1989 um 0.00 Uhr symbolisch den Grenzübergang Eußenhausen–Meiningen.
Seit 1959 war er Mitglied der katholischen Studentenverbindung KDStV Thuringia Würzburg.

## Ehrungen (Auswahl)
- Bundesverdienstkreuz am Bande (1993)
- Kommunale Verdienstmedaille in Gold (1993, 2003)
- Frankenwürfel (1996)
- Bayerischer Verdienstorden (2000)
- Päpstlicher Gregoriusorden (2002)